# Jordan Windle
Jordan Pisey Windle (Sihanoukville, 13 novembre 1998) è un tuffatore statunitense.

## Biografia
È nato a Sihanoukville in Cambogia. All'età di 18 mesi è stato adottato dal tuffatore Jerry Windle, che lo ha cresciuto come padre single.
Con il padre ha scritto il libro illustrato An Orphan No More: The True Story of a Boy: chapter one, con prefazione di Greg Louganis. Si è espresso pubblicamente contro il razzismo e il bullismo omofobo.
In carriera ha vinto sette titoli nazionali seniores (tre dai 10 metri, due nel sincro 10 metri, due nel sincro 3 metri misti).
Ha rappresentato gli Stati Uniti ai campionati mondiali di nuoto di Kazan' 2015, classificandosi al nono posto con Abigail Johnston nel concorso del trampolino 3 metri.
Ai mondiali di Budapest 2017, si è piazzato ventiseiesimo nella piattaforma 10 metri.
Alla Universiade di Napoli 2019 si è classificato sesto nel trampolino 3 metri.
Nel 2021, Windle è stato membro della squadra olimpica degli Stati Uniti che rappresentava gli Stati Uniti alle Olimpiadi del 2020 a Tokyo nella piattaforma da 10 metri maschile in cui si è classificato al nono posto. È il primo tuffatore di origine cambogiana a gareggiare alle Olimpiadi.

## Opere
- An Orphan No More: The True Story of a Boy: Chapter One